# Eduard Rehn
Eduard Rehn (* 20. Januar 1880 in Frankfurt am Main; † 10. Mai 1972 in Freiburg im Breisgau) war ein deutscher Chirurg und Hochschullehrer.

## Leben
Eduard Rehn war Sohn des Chirurgen und Pioniers der Herzchirurgie Ludwig Rehn. Er studierte Medizin an der Philipps-Universität Marburg und wurde 1898 im Corps Hasso-Nassovia aktiv. Die Ludwig-Maximilians-Universität München promovierte ihn 1904 zum Dr. med. Er begann die Ausbildung zum Chirurgen und habilitierte sich 1914. Ab dann war er als a.o. Professor an der Albertus-Universität Königsberg tätig. 1924 wurde er zum Direktor der Chirurgie an der Medizinischen Akademie in Düsseldorf ernannt. 1927 ging er an die Rheinische Friedrich-Wilhelms-Universität Bonn. Im folgenden Jahr erhielt er einen Ruf auf den Lehrstuhl für Chirurgie und als Direktor der chirurgischen Universitätsklinik Freiburg als Nachfolger von Erich Lexer. 1931 wurde unter dem Ordinariat von Eduard Rehn die Chirurgie neu gebaut, neben der er ab etwa 1935 eine Privatklinik hatte, die 1944 zerstört wurde. Zu Rehns Mitarbeitern gehörte als Oberarzt und außerordentlicher Professor der Chirurg Hans Killian, der ihm 1928 von Düsseldorf nach Freiburg gefolgt war. 1940 wurde Rehn in die Deutsche Akademie der Naturforscher Leopoldina gewählt. 1949 war er Präsident der Deutschen Gesellschaft für Chirurgie. 1952 emeritiert, war Rehn noch als Chefarzt im Städtischen Krankenhaus von Ettenheim tätig.
Eduard Rehn war mit Maria Kümmell, der Tochter des Chirurgen Hermann Kümmell, verheiratet. Mit ihr hatte er zwei Söhne, Klaus Rehn und Jörg Rehn. Das Corps Suevia Freiburg verlieh ihm am 22. Juli 1952 das Band.